# Hergé
Georges Prosper Remi (tiếng Pháp: [ʁəmi]; 22 tháng 5 năm 1907 - 03 tháng 3 năm 1983), được biết đến với bút danh Hergé ([ɛʁʒe]), là một họa sĩ truyện tranh của Bỉ. Ông nổi tiếng với việc sáng tác ra Những cuộc phiêu lưu của Tintin, bộ truyện tranh nhiều tập, là một trong những bộ truyện tranh châu Âu nổi tiếng nhất thế kỷ 20.
Ông cũng là người sáng tác hai loạt truyện nổi tiếng, Quick & Flupke (1930-1940) và Những cuộc phiêu lưu của Jo, Zette và Jocko (1936-1957). Tác phẩm của ông đã được thực hiện trong phong cách vẽ ligne claire riêng biệt của mình.
Sinh ra trong một gia đình thuộc tầng lớp trung lưu lớp dưới ở Etterbeek, Brussels, Hergé đã bắt đầu sự nghiệp của mình bằng cách góp phần minh họa cho tạp chí Scouting, phát triển bộ truyện tranh đầu tiên của mình, The Adventures of Totor, cho Le Boy-Scout Belge năm 1926.